# Ксани
Кса́ни (груз. ქსანი) или Чисандон (осет. Чысандон) — река в Южной Осетии и Грузии, левый приток Куры. Протекает в пределах Ленингорского района Южной Осетии (верхнее и среднее течение) и Грузии (нижнее течение).
Длина реки — 84 км. Средний расход воды — 15 м³/с. Высота истока — 2914 м над уровнем моря. Площадь водосборного бассейна — 885 км².
Ксани берёт начало из озера Келистба на Кельском плато. Течение реки порожистое, быстрое. По ущелью Ксани проходит дорога, связывающая Ленингорский район Южной Осетии с основной автомагистралью Грузии. В верховьях Ксани расположена историческая область Дзимыр (Жамури), обладающая значительным рекреационным потенциалом.
На реке расположены: Ленингори, Мухрани. В нижнем течении река Ксани служит границей между Каспским районом края Шида-Картли и Мцхетским районом края Мцхета-Мтианети.

## Населённые пункты у реки Ксани (Чисандон)
- Ленингор
- Ахалдаба
- Балаан
- Бежантикау
- Верхний Бол
- Гарубан
- Гду
- Икоти
- Канчавети
- Коринта
- Курта
- Ларгвиси
- Монастер
- Мордебант
- Науихеу
- Нижний Бол
- Раздахан
- Садзегури
- Салбиер
- Фаткуджин
- Цандар
- Цгойта
- Цирколи
- Одзиси (Душет. муниц.)
- Ламискана (Касп. муниц.)
- Хвити (Касп. муниц.)
- Мухрани (Мцхет. муниц.)